# Toshiki Takahashi
Toshiki Takahashi (髙橋 利樹 Takahashi Toshiki?), född 20 januari 1998 i Saitama prefektur, är en japansk fotbollsspelare.
Takahashi började sin karriär 2020 i Roasso Kumamoto.